# Fei Yi
Bi Yi (200 - 253) était un haut ministre chinois et président du Secrétariat impérial du royaume de Shu lors de l'époque des Trois Royaumes en Chine antique. 
Avec Zhuge Liang, il fait partie des Quatre Ministres. 

## Biographie
Devenant orphelin en bas âge, il suivit son tuteur, qui était parent avec Liu Zhang, et ils allèrent ensemble s’établir dans la province de Yi. En 214, Liu Bei prit le contrôle de la province et Fei Yi reçut un poste d’influence pour l'avoir rejoint. Il fut plus tard avec Dong Yun, responsable de la garde du prince héritier Liu Shan. Lorsque celui-ci accéda au trône, il fut nommé Gentilhomme à l'Intendance des Portes Jaunes (huang men shi lang).
Plus tard, il accompagna Zhuge Liang dans son expédition contre les tribus Nanman en tant que secrétaire. Respectant l’habileté et le talent de Bi Yi, Zhuge Liang le fit voyager à bord de son char personnel lorsqu’ils revinrent du Sud. Bi Yi fut ensuite envoyé comme ambassadeur aux Wu et gagna l’admiration de Sun Quan. 
En l’an 226, lorsque Zhuge Liang pétitionna Liu Shan afin de mener une campagne militaire contre les Wei, Bi Yi fut nommé Conseiller Privé aux affaires du Palais, devenant responsable de l’administration interne avec Dong Yun et Guo Youzhi. Durant la troisième campagne militaire contre les Wei, livrant un décret à Zhuge Liang, il convainquit ce dernier de reprendre le titre de Premier Ministre des Shu. En l’an 230, il fut nommé Commissaire de l’Armée Centrale et contribua à harmoniser les rapports entre Wei Yan et Yang Yi, de sorte que ceux-ci puissent servir efficacement la cause des Shu. Lors de la cinquième expédition de Zhuge Liang, il fut de nouveau envoyé au Royaume des Wu et parvint à convaincre Sun Quan d’attaquer le Wei. 
Après la mort de Zhuge Liang, Bi Yi devint conseiller militaire de l’Arrière et fit part à l’empereur Liu Shan des intentions rebelles de Wei Yan. Il assuma ensuite les fonctions de vice-Premier Ministre et de vice-Président du Secrétariat. Plus tard, en l’an 244, il repoussa une invasion des Wei sur Hanzhong et se mérita le titre honorifique de marquis de Chengxiang. Il remplaça ensuite Jiang Wan comme président du Secrétariat et occupa le poste de Général-en-Chef lorsque ce dernier mourut. 
Partageant ainsi le pouvoir administratif avec Jiang Wei, il limita toutefois les ambitions expansionnistes de ce dernier, prônant plutôt un renforcement interne du royaume. C’est en l’an 253, lors d’une fête, que Fei Yi mourut, poignardé à mort par Guo Xun, un ancien officier des Wei.

## Prononciation
"费" a deux prononciations comme un nom de famille, car ce nom a trois origines d'ancêtre, en ce cas, il est prononcé comme « Bi ».